# Resolutie 1520 Veiligheidsraad Verenigde Naties
Resolutie 1520 van de Veiligheidsraad van de Verenigde Naties werd op 22 december 2003 unaniem aangenomen door de VN-Veiligheidsraad en verlengde de waarnemingsmacht op de Israëlisch-Syrische grens.

## Achtergrond
Na de Jom Kipoeroorlog kwamen Syrië en Israël overeen de wapens neer te leggen. Een waarnemingsmacht van de Verenigde Naties moest op de uitvoer van de twee gesloten akkoorden toezien.

## Inhoud
De Veiligheidsraad:
- Overwoog het rapport van de Secretaris-Generaal over de VN-waarnemingsmacht, en bevestigt ook resolutie 1308.

1. Roept de partijen op onmiddellijk resolutie 338 uit 1973 uit te voeren.
2. Beslist het mandaat van de UNDOF-waarnemingsmacht met 6 maanden te verlengen, tot 30 juni 2004.
3. Vraagt de Secretaris-Generaal dan te rapporteren over de ontwikkelingen en de genomen maatregelen om resolutie 338 uit te voeren.

## Verwante resoluties
- Resolutie 1496 Veiligheidsraad Verenigde Naties
- Resolutie 1515 Veiligheidsraad Verenigde Naties
- Resolutie 1525 Veiligheidsraad Verenigde Naties (2004)
- Resolutie 1544 Veiligheidsraad Verenigde Naties (2004)

Lijst ·  1455 ·  1456 ·  1457 ·  1458 ·  1459 ·  1460 ·  1461 ·  1462 ·  1463 ·  1464 ·  1465 ·  1466 ·  1467 ·  1468 ·  1469 ·  1470 ·  1471 ·  1472 ·  1473 ·  1474 ·  1475 ·  1476 ·  1477 ·  1478 ·  1479 ·  1480 ·  1481 ·  1482 ·  1483 ·  1484 ·  1485 ·  1486 ·  1487 ·  1488 ·  1489 ·  1490 ·  1491 ·  1492 ·  1493 ·  1494 ·  1495 ·  1496 ·  1497 ·  1498 ·  1499 ·  1500 ·  1501 ·  1502 ·  1503 ·  1504 ·  1505 ·  1506 ·  1507 ·  1508 ·  1509 ·  1510 ·  1511 ·  1512 ·  1513 ·  1514 ·  1515 ·  1516 ·  1517 ·  1518 ·  1519 ·  1520 ·  1521